# Bâtiment situé 20 Obilićev venac à Niš
Le bâtiment situé 20 Obilićev venac à Niš (en serbe cyrillique : Зграда у ул. Обилићев венац бр. 20 у Нишу ; en serbe latin : Zgrada u ul. Obilićev venac br. 20 u Nišu) se trouve à Niš, dans la municipalité de Medijana et dans le district de Nišava, en Serbie. Elle est inscrite sur la liste des monuments culturels protégés de la république de Serbie (identifiant no SK 2086),.

## Présentation
Le bâtiment, situé 20 Obilićev venac, a été construit après 1890 pour Milorad S. Lazić qui en a fait une kafana connue sous le nom de « Pivnica Lazić », la « brasserie Lazić ».
Construit dans le style de l'architecture d'Europe occidentale, le bâtiment se compose d'un rez-de-chaussée avec une entrée latérale et deux ailes et d'un étage ; les cafés se trouvaient au rez-de-chaussée. Le bâtiment dispose de vitrines en bois et d'un balcon avec un garde-corps en fer forgé.